# Euthyna
El término griego euthyna (plural euthynai, "enderezamiento") era la rendición de cuentas que debía pasar todo cargo público tras la expiración de su mandato en la Grecia clásica. 
En Atenas el proceso constaba de dos partes: el logos, que se ocupaba del manejo de las cuentas públicas y era llevado a cabo por un comité de diez logistas (contables), y la euthynai propiamente dicha, que se realizaba tras haber sido exculpado el cargo saliente de la primera parte del examen y era llevado a cabo por un comité de diez eutinios (enderezadores), uno de cada tribu, cada uno de ellos apoyado por dos asesores o paredroi, y designados todos ellos por sorteo de entre la Boulé. Estos eutinios y sus paredras se sentaban durante tres días en el Ágora bajo las estatuas de los héroes epónimos, y cada uno escuchaba las acusaciones que manifestaba cualquier ciudadano miembro de su propia tribu. Una vez escuchadas las acusaciones, los eutinios podían desestimar las acusaciones o llevarlas ante un tribunal .